# Helge Forsslund
Gustaf Helge Forsslund, född 8 oktober 1900 i Boden, död 23 mars 1964, var en svensk ateljéchef, tecknare och målare.
Han var son till smeden Per Johan Forsslund och Anna Kristina Bergquist, samt från 1927 gift med Anita Viktoria Carlsson och far till Barbro Forslund. Forsslund utbildade sig till tecknare genom kurser på Hermods och studerade senare vid Edward Berggrens målarskola i Stockholm 1924–1925. Han anställdes därefter vid Saxon & Lindströms förlag som ateljéchef. Han var huvudsakligen verksam som illustratör av böcker och tidskrifter som utgavs av Saxon & Lindström. För tidningen Lektyr skapade han den tecknade karaktären Filimon. I samband med att hans dotter inledde sina konststudier började han själv måla tavlor i olja. Forsslund är representerad vid bland annat Moderna museet.